# Voyage pittoresque et historique de l'Espagne
Voyage pittoresque et historique de l'Espagne fue un libro de viajes del francés Alexandre de Laborde, publicado en cuatro volúmenes entre 1806 y 1820.

## Descripción
La obra, redactada por Alexandre de Laborde, apareció en cuatro volúmenes (dos tomos, cada uno con dos partes), publicados respectivamente en los años de 1806, 1811, 1812 y 1820, en París. Incluía un gran número de grabados de ciudades, paisajes y monumentos de España, en concreto de las regiones de Cataluña (primer volumen), Valencia y Extremadura (segundo volumen), Andalucía (tercer volumen) y Castilla y Aragón (cuarto volumen).
El autor contó con el apoyo de una nutrida sección de colaboradores para confeccionar los dibujos y grabados requeridos para ilustrar la obra. La publicación de Voyage pittoresque et historique de l'Espagne se vio afectada por la guerra de la Independencia española, desatada en 1808.

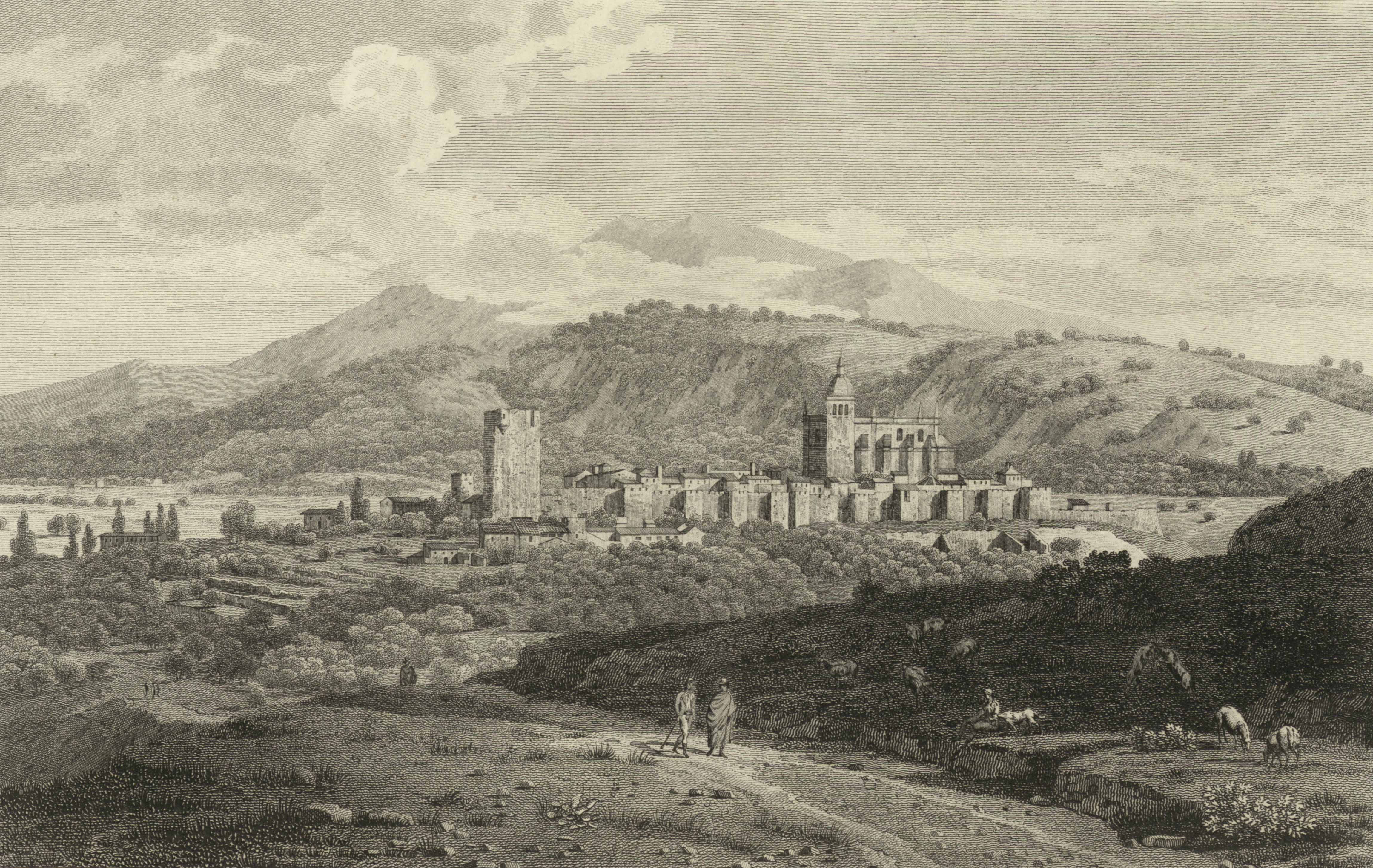
Coria
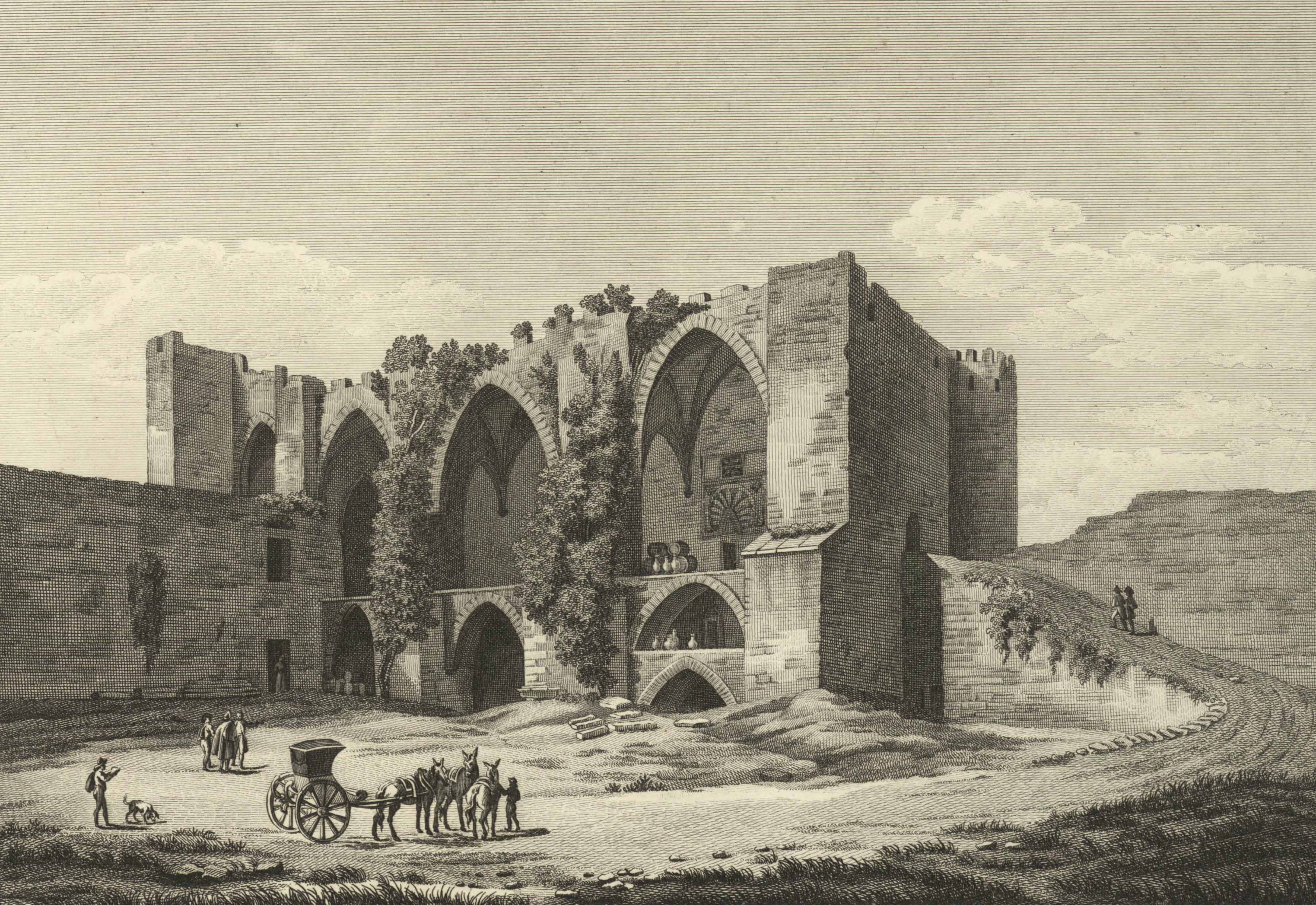
Burgos
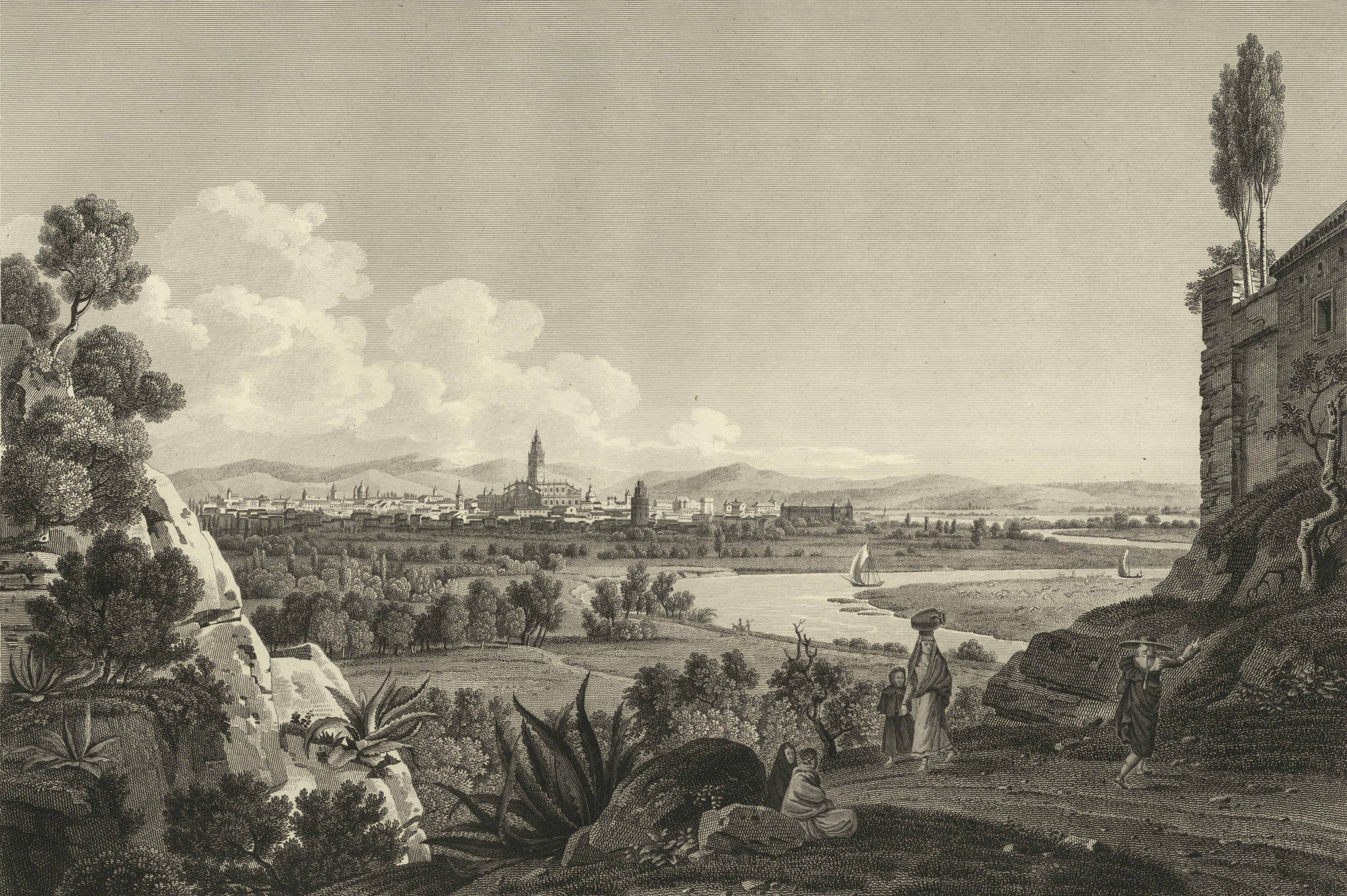
Sevilla